# Giesbertia rugosa
Giesbertia rugosa is een keversoort uit de familie boktorren (Cerambycidae). De wetenschappelijke naam van de soort is voor het eerst geldig gepubliceerd in 1984 door Chemsak & Linsley.